# Salvador Jara Guerrero
Salvador Jara Guerrero (Morelia, Michoacán, 14 de octubre de 1955) es un físico, filósofo y académico mexicano, que se ha desempeñado como rector de la Universidad Michoacana de San Nicolás de Hidalgo, gobernador de Michoacán de 2014 a 2015 y de   Subsecretario de Educación Superior de la Secretaría de Educación Pública de 2015-2018.
Salvador Jara Guerrero es licenciado en ciencias Físico-matemáticas por la Universidad Michoacana de San Nicolás de Hidalgo y tiene una especialidad en Física experimental por la Universidad de California en Berkeley, es también Maestro en Tecnología Educativa por el Instituto Latinoamericano de la Comunicación Educativa y en Filosofía de la cultura por la misma Universidad Nicolaíta, y doctor en Filosofía de la ciencia por la Universidad Nacional Autónoma de México; es miembro del Sistema nacional de investigadores nivel I, su línea de investigación es la historia y filosofía de la ciencia y recientemente ha trabajado problemas de identidad y cultura.
Ha sido maestro visitante en el World College West en Estados Unidos, en las universidades de Roma "La Sapienza" y de Mesina en Italia y Autónoma de Barcelona en España. Ha impartido más de trescientas ponencias y conferencias. Ha publicado más de cincuenta artículos en revistas especializadas, más de cien artículos de divulgación científica, y diez libros, en 2004 ganó el primer lugar en el concurso latinoamericano de cuento de ciencia ficción, organizado por Aleph Zero con el cuento “Ayer soñé un teléfono”.
Fue el primer director del Consejo Estatal de Ciencia y Tecnología de Michoacán y el 8 de enero de 2011 fue elegido rector de la Universidad Michoacana de San Nicolás de Hidalgo, cargo al que renunció el 20 de junio de 2014, al ser nombrado Gobernador de Michoacán ante la solicitud de licencia por motivos de salud de Fausto Vallejo Figueroa. Permaneció en el cargo hasta la conclusión del gobierno, el 30 de septiembre de 2015.
El 20 de octubre de 2015 fue nombrado Subsecretario de Educación Superior de la Secretaría de Educación Pública.